# Chaetognatha
Chaetognatha, có nghĩa là hàm lông hay hàm tơ, và thường được gọi là trùng mũi tên, là một ngành sâu ăn thịt biển là một thành phần chủ yếu của sinh vật phù du trên toàn thế giới. Khoảng 20% loài được biết đến là những sinh vật đáy, đó là thuộc vùng thấp nhất của đại dương, hoặc vùng đáy, và có thể bám vào tảo và đá. Chúng được tìm thấy trong tất cả các vùng nước biển, từ bề mặt nước nhiệt đới và vực nước nông với biển sâu và các vùng cực. Hầu hết các chaetognaths trong suốt và có hình dạng như quả ngư lôi, nhưng một số loài sâu biển có màu da cam. Chúng có kích thước 2–120 mm (0,079-4,7 in). Hiện có hơn 120 loài hiện đại được phân loại trong hơn 20 chi. Mặc dù tính đa dạng giới hạn của các loài, số lượng các cá nhân là rất lớn.